# Mesogonia grapta
Mesogonia grapta är en insektsart som beskrevs av Young 1977. Mesogonia grapta ingår i släktet Mesogonia och familjen dvärgstritar. Inga underarter finns listade i Catalogue of Life.